# (2475) Semenov
(2475) Semenov es un asteroide perteneciente al cinturón de asteroides, descubierto el 8 de octubre de 1972 por la astrónoma ucraniana Liudmila Zhuravliova desde el Observatorio Astrofísico de Crimea (República de Crimea).

## Designación y nombre
Designado provisionalmente como 1972 TF2. Fue nombrado Semenov en honor al héroe soviético de la Segunda Guerra Mundial Pável Afanásievich Semiónov.